# Aucklandobius gressitti
Aucklandobius gressitti is een steenvlieg uit de familie Gripopterygidae. De wetenschappelijke naam van de soort is voor het eerst geldig gepubliceerd in 1974 door Illies.